# Tällistock (2604 m)

Tällistock (ganz rechts) vom Safiental aus

Der Tällistock ist ein 2604 m ü. M. hoher Berg im Schweizer Kanton Graubünden.
Der Gipfel liegt auf dem Gebiet der Gemeinde Safiental südöstlich von Ilanz und westlich von Tenna. Der Gipfel ist von Tenna aus über die Tällihütte als Bergwanderung in Schwierigkeitsgrad T4 erreichbar.